# Noville (Fexhe-le-Haut-Clocher)
Pour les articles homonymes, voir Noville.
Noville ou Noville-lez-Fexhe (en wallon Noveye-dilé-Fexhe, prononcé localement Novèye-dilé-Fèhe) est une section de la commune belge de Fexhe-le-Haut-Clocher, située en Région wallonne dans la province de Liège. C'était une commune à part entière avant la fusion des communes du 2 juillet 1964.
Deuxième plus petit village de Fexhe-le-haut-clocher, sa Bibliothèque Libre de Hesbaye (créée en 1923) conserve près de 12 000 livres.
Le village possédait 434 habitants (+1) (218 m - 216 f) au 31 décembre 2014 pour une superficie de 392 ha.

## Démographie
- Sources:INS, Rem:1831 jusqu'en 1970=recensements, 1976= nombre d'habitants au 31 décembre

## Patrimoine et culture

### Patrimoine architectural et sites
Le tumulus de Noville se situe au nord du village.